# باول ستراند
باول ستراند (بالإنجليزية: Paul Strand)‏ هو مصور ومصور سينمائي ومخرج أمريكي، ولد في 16 أكتوبر 1890 في نيويورك في الولايات المتحدة، وتوفي في 31 مارس 1976 في Orgeval, Yvelines ‏ في فرنسا.

## وصلات خارجية
- باول ستراند على موقع IMDb (الإنجليزية)
- باول ستراند على موقع الموسوعة البريطانية (الإنجليزية)
- باول ستراند على موقع ألو سيني (الفرنسية)
- باول ستراند على موقع أول موفي (الإنجليزية)
- باول ستراند على موقع قاعدة بيانات الأفلام السويدية (السويدية)
- باول ستراند على موقع ديسكوغز (الإنجليزية)
- باول ستراند على موقع قاعدة بيانات الفيلم (الإنجليزية)
- باول ستراند على موقع كينوبويسك (الروسية)